# バーバラ・デイリー・ベークランド
バーバラ・デイリー・ベークランド（Barbara Daly Baekeland、1922年 - 1972年11月17日）は、息子アントニー・"トニー"・ベークランドによって殺害されたアメリカ合衆国の富裕層のソーシャライト。バーバラはフェノール樹脂プラスチックの発明者レオ・ベークランドの孫であるブルックス・ベークランドの前妻だった。
バーバラは同性愛者または両性愛者であった息子のアントニーと近親相姦をした。彼女は売春婦を雇って息子を「転向」させようとしたが失敗し、夫と離婚した後に、自らが息子とセックスをした。彼女はロンドンの自宅で、息子アントニーによって食器のナイフで刺され、ほぼ即死した。アントニーは現場で逮捕され、殺人罪で告発された。彼は1981年3月20日にビニール袋を被って自殺した。
バーバラの人生は2007年の映画『美しすぎる母』のモデルとなり、ジュリアン・ムーアによって演じられた。